# Myotis welwitschii
Myotis welwitschii är en fladdermusart som först beskrevs av Gray 1866.  Myotis welwitschii ingår i släktet Myotis och familjen läderlappar. IUCN kategoriserar arten globalt som livskraftig. Inga underarter finns listade i Catalogue of Life.
Denna fladdermus förekommer främst i östra Afrika från Etiopien till östra Sydafrika. Söder om Kongobäckenet når den även västerut till Angola. Habitatet varierar mellan torra skogar i låglandet, fuktiga bergsskogar, torra och fuktiga savanner, buskskogar och bergsängar. Myotis welwitschii vilar bland annat i grottor, i byggnader och i den täta växtligheten. Några individer hittades till exempel gömda i hoprullade stora blad.
En uppmät individ från Kamerun hade en kroppslängd (huvud och bål) av 60 mm, en svanslängd av 58 mm och en vikt av 6,3 g. Underarmarna var 61,7 mm långa och bakfötternas längd var nästan 14 mm. I andra regioner når individerna en vikt av 12 till 16,5 g och de har 19 till 22 mm långa öron. Arten har i överkäken på varje sida 2 framtänder, en hörntand, 3 premolarer och 3 molarer. I underkäken finns ytterligare en framtand på varje sida. Däremot är 2 av premolarerna i varje käkhalva förminskade och nästan osynliga.
Kännetecknande för arten är flygmembranens färg som är orange nära kroppen och nära extremiteternas olika delar (ben, underarmar, fingrar). Andra delar av flygmembranen har däremot en mörkbrun färg. Kroppens ovansida är täckt av rödbrun päls. Inom samma släkte har bara Myotis formosus en liknande färgsättning av vingarna men den lever i Asien. Typisk för huvudet är en rosa nos och stora kopparfärgade öron. På buken är håren bruna nära roten och annars vita vad som ger en ljusbrun till vitaktig päls.
Flyget beskrivs som långsamt.